# Гоар
Гоар (лат. Goar, грец. Γώαρ; V століття — не раніше 451 р.) — король галльських («орлеанських») аланів (410 — не пізніше 451).

## Біографія

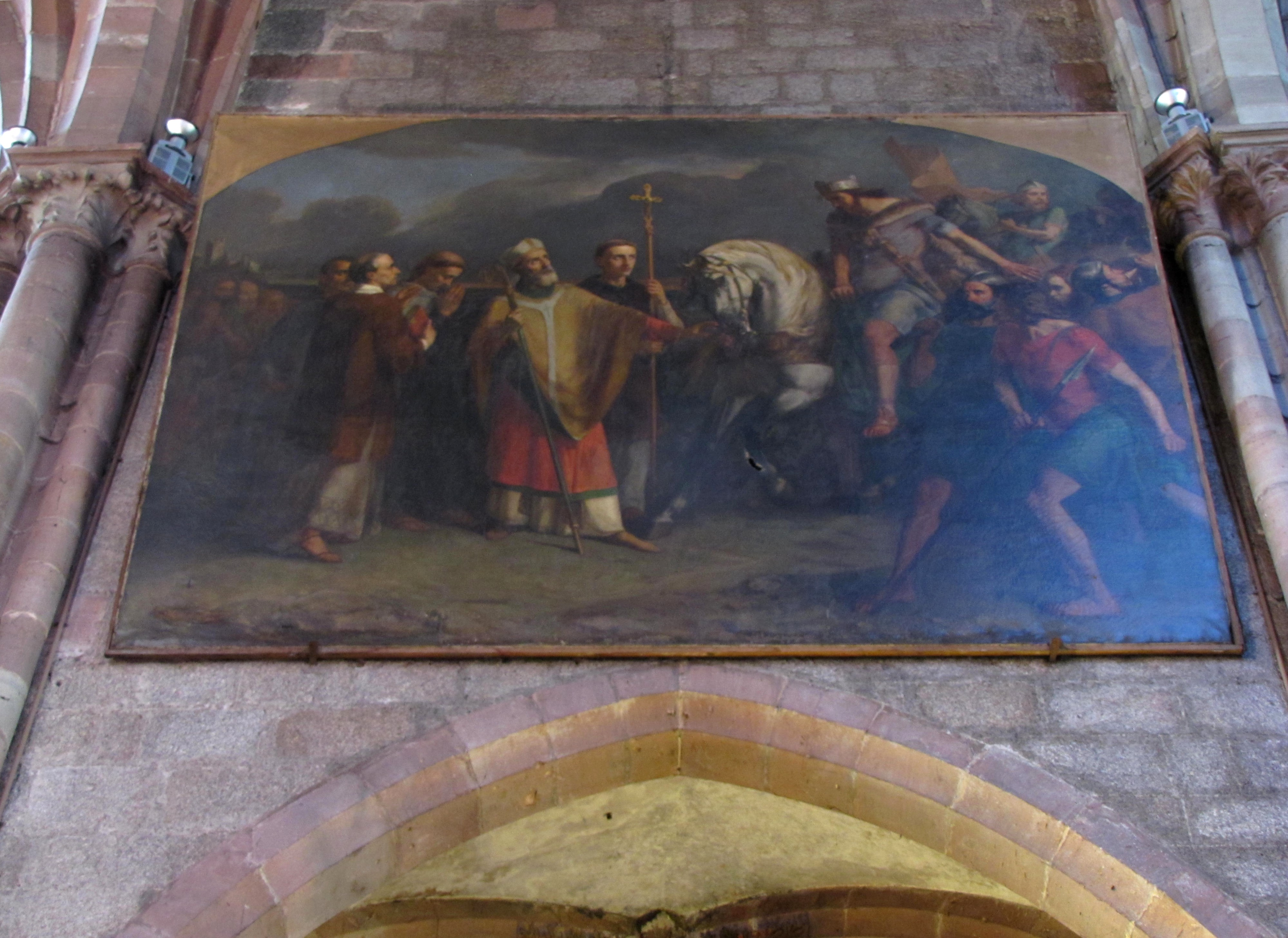
Картина у храмі святого Георгія у Селесті «Святий Герман зупиняє короля аланів Гоара» (П’єр Адольф Боден, 1836)

31 грудня 406 року загони вандалів та аланів під головуванням королів Годегіза та Респендіала перейшли Рейн та знову вторглися в межі Римської імперії. Влада Галлії спробувала залучити їх на свою сторону як союзників. Більшість нападників продовжили грабувати імперію, але частина аланів під проводом Гоара зголосилася на пропозицію і відокремилася від Респендіала. Алани очолювані Гоаром оселилися у імперії, а вандали та їхні аланські союзники й далі спустошували Галлію від Терне на півночі, до Безірса на півдні.
Як федерати алани Гоара були поселені імператором Гонорієм в околицях Майнца.
Однак уже в 411 році Гоар і король бургундів Ґундагара підняли заколот проти Гонорія, проголосивши новим римським імператором найбагатшого на той момент галльського магната Іовіна. До заколотників приєднався і король вестготів Атаульф, разом з яким Гоар в 412 році брав участь в облозі Арля. Однак між Іовіном і Атаульфом незабаром виникли серйозні розбіжності, що призвели в 413 році до загибелі узурпатора. Невідомо, на чиєму боці в цьому конфлікті був Гоар, можливо, що до цього часу він уже міг покинути Іовіна й не брати участь в подальшому протистоянні Атаульфа і римлян. Більше про життя Гоара в період 410—430-х років відомостей немає.
Наступні відомості про Гоара датовані вже 442 роком, коли magister militum Флавій Аецій надав аланам місце для розселення землі навколо Орлеана. Ймовірно, таким чином Аецій мав намір контролювати ситуацію в Армориці, де починалося чергове повстання багаудів та стримувати розширення володінь вестготів північніше від річки Луари. Так само як і розселені в 440 році в околицях Валансе алани Самбіди, люди Гоара здобули право на вилучення від половини до двох третин земель, які перебували у володінні у місцевих власників. Це викликало невдоволення серед тутешніх магнатів, які спробували відстояти свої землі зброєю. Але алани без особливих зусиль зуміли придушити їхній виступ і зайняти відведені їм території. На підставі аналізу топонімів історики дійшли висновку, що основною областю розселення аланів були землі від Орлеана на півдні до Аллен-Мервільє на півночі і що більша частина галло-римлян, які жили тут, була вигнана аланами в інші райони Галлії.
У 447—448 роках в Армориці під керівництвом Тібаттона сталося нове повстання багаудів. Аецій наказав Гоару придушити заколот, давши дозвіл аланам конфісковувати на свою користь все майно тих, кого вони вважатимуть причетним до цих безладів. Дізнавшись про наближення римського війська, армориканці звернулися по захист до єпископа Осера Германа, який поспішив втрутитися в конфлікт і вступив до перемовин з Гоаром. Після довгих переговорів Гоар, прислухавшись до закликів Германа припинити кровопролиття, погодився тимчасово припинити військові дії, давши єпископу можливість клопотати перед Аецієм і Галлою Плацидією про прощення місцевого населення. Єпископ Герман негайно вирушив до Равенни, але так нічого і не добившись від римської влади, раптово тут помер. Не діставши жодних звісток від Германа, Гоар відновив військові дії проти армориканців і незабаром придушив заколот.
Участь у поході на багаудів — остання звістка про Гоара, що міститься в джерелах. Оскільки відсутні будь-які повідомлення про дату його смерті, то передбачається, що незабаром після цього Гоар, можливо, через старість, був позбавлений влади. Новим правителем «орлеанських» аланів став Сангібан, що вже згадується як такий у 451 році.